# Antônio Géder
Antônio Géder Malta Camilo (Recreio, 23 aprile 1978) è un ex calciatore brasiliano, di ruolo difensore.